# Rovmätare
Rovmätare (Crocallis elinguaria) är en fjärilsart som beskrevs av Carl von Linné 1758. Rovmätare ingår i släktet Crocallis och familjen mätare, Geometridae. Arten är reproducerande i Sverige. En underart finns listad i Catalogue of Life, Crocallis elinguaria albarracina Wehrli, 1940.

## Bildgalleri

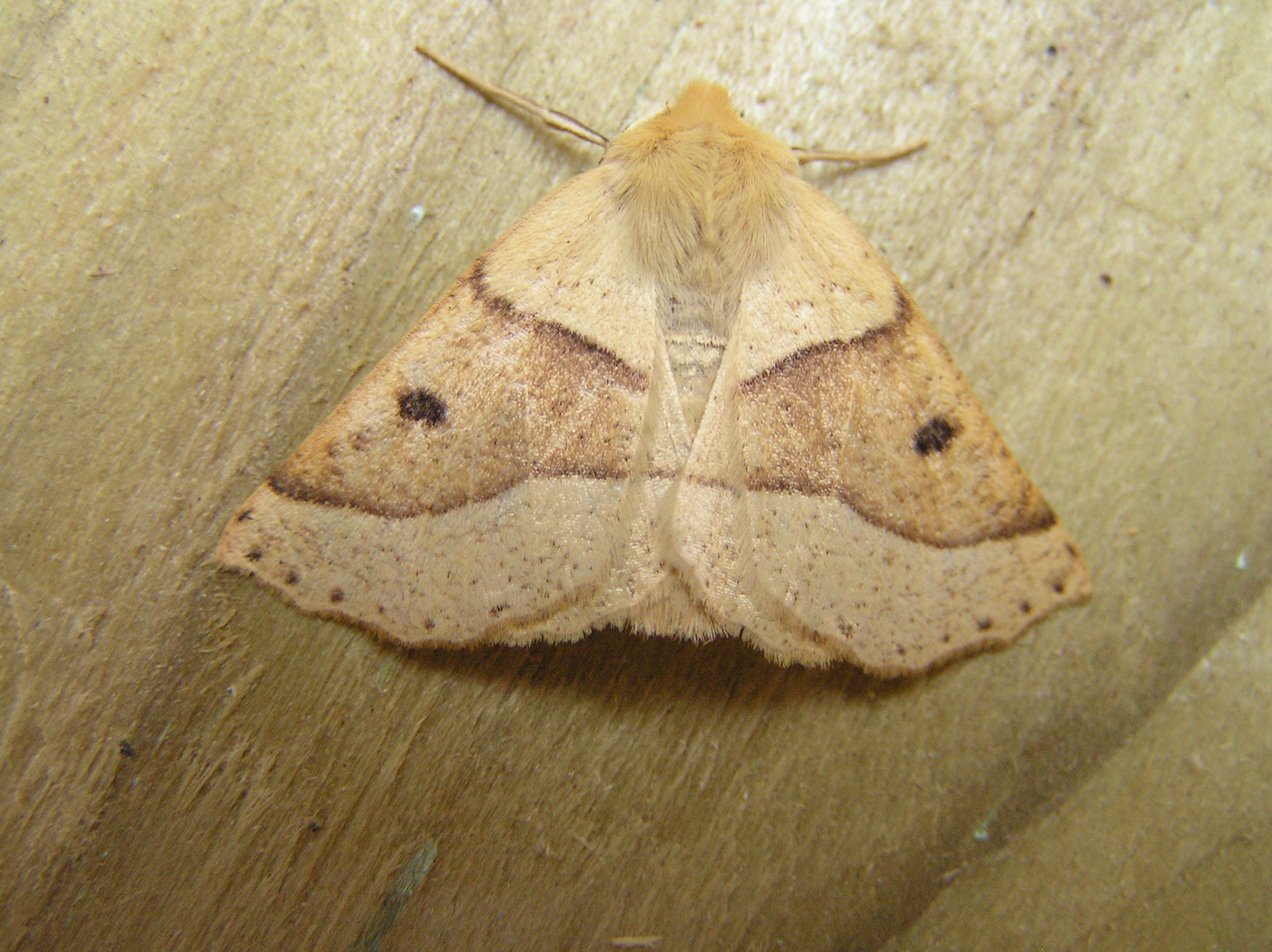
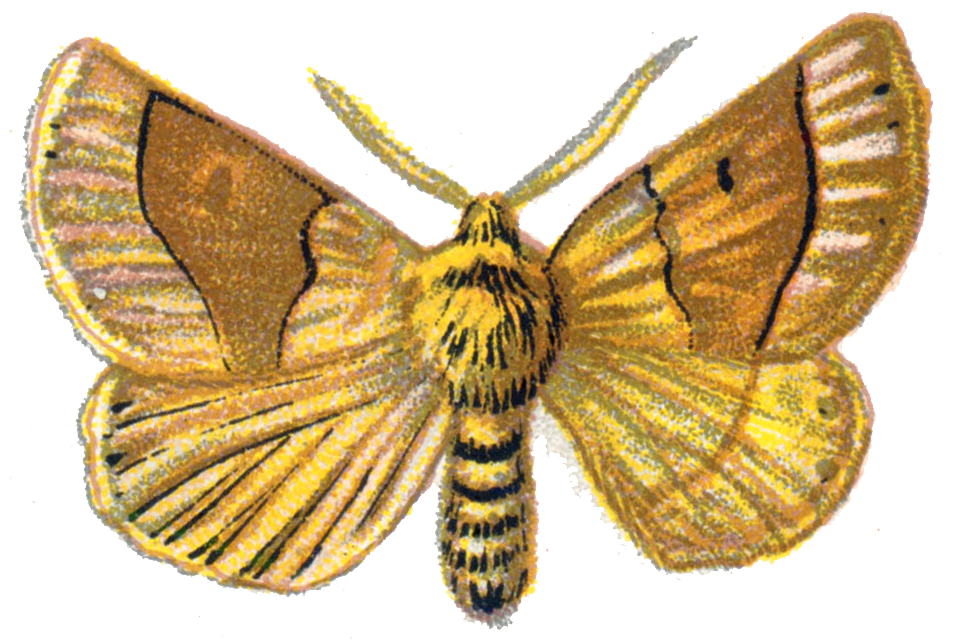
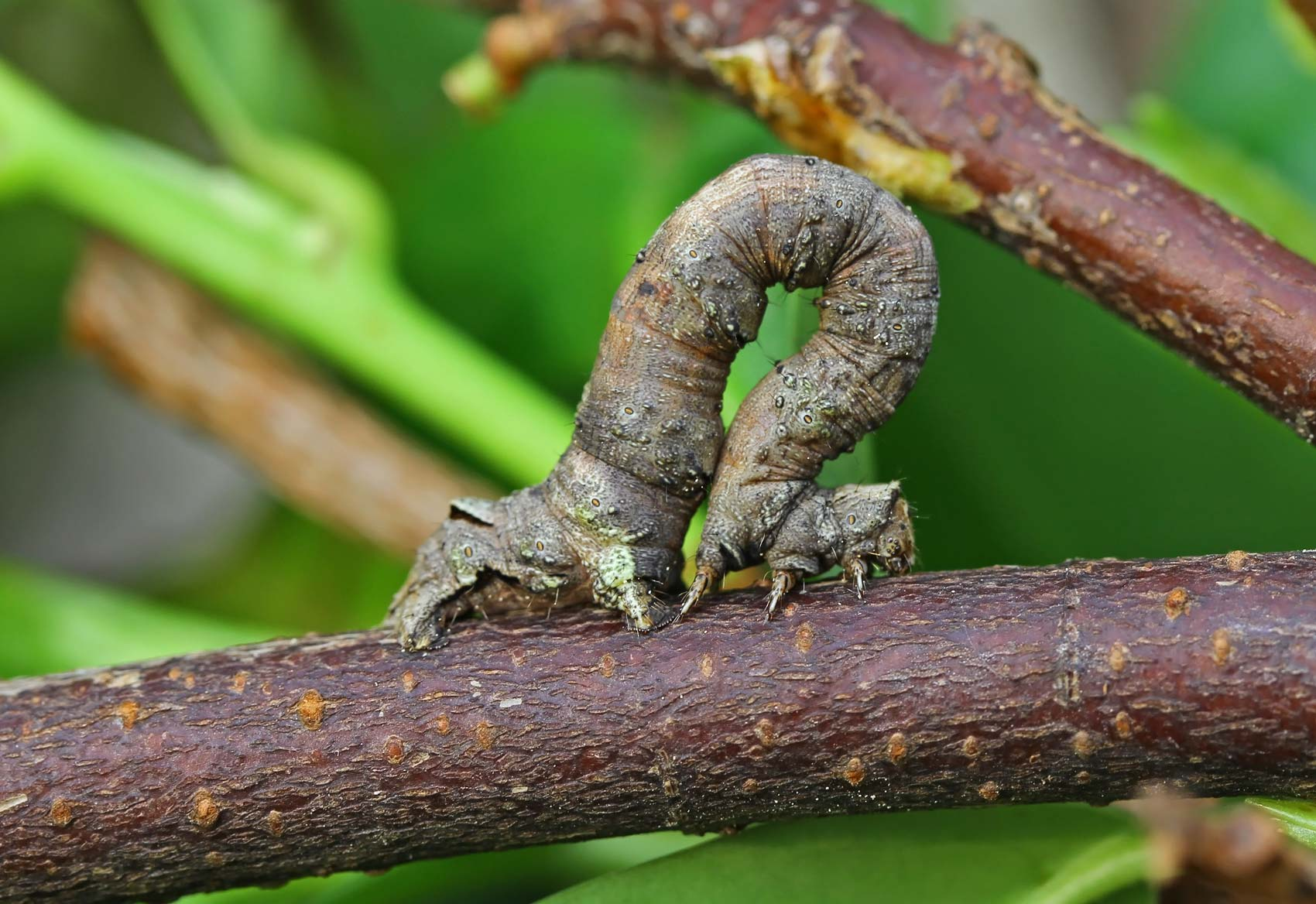